# Wanesa Kaładzinska
Wanesa Walerjeuna Kaładzinska (biał. Ванэса Валер'еўна Каладзінская; ros. Ванесса Валерьевна Колодинская; ur. 27 grudnia 1992 w Bobrujsku) – białoruska zapaśniczka. Brązowa medalistka olimpijska z Tokio 2020 w kategorii 53 kg , mistrzyni świata i Europy.
Mistrzyni świata w 2012 i 2017; druga w 2023. Mistrzyni Europy w 2017, 2020 i 2024; druga w 2018 i trzecia w 2019 roku w kategorii do 53 kg. Startowała w igrzyskach olimpijskich w Londynie w 2012 roku, zajmując ósme miejsce w kategorii 48 kg. Siedemnasta na igrzyskach europejskich w 2015; ósma w 2019. Szósta w Pucharze Świata w 2018. Trzecia na ME U-23 w 2015, a także na ME juniorów w 2010 i 2011 roku.